# Quim
Joaquim Manuel Sampaio da Silva, ismertebb nevén Quim (Vila Nova de Famalicão, 1975. november 13. –) portugál válogatott labdarúgó. Jelenleg az SC Braga kapusa, 1999 és 2011 között harminckét alkalommal ölthette magára a portugál labdarúgó-válogatott mezét.
Quim hosszúra nyúló pályafutása során két klubcsapatban szerepelt, karrierjét az SC Braga csapatánál kezdte, ahol öt évet töltött el a felnőtt csapat tagjaként azt követően, hogy kikerült az akadémiáról. Ezt követte hat évnyi Benfica-ban való szereplés, míg 2010-ben visszatért korábbi csapatához, a Braga-hoz.

## Karrierje
Quim az SC Braga-ban kezdte pályafutását az 1994-1995-ös szezonban. Már az első évében első számú kapussá vált.
2004 nyarán az SL Benfica csapatához igazolt. Eleinte második számú kapus szerepéhez jutott José Moreira mögött. A 2006-07-es szezonban az új edző, Fernando Santos választása Quimre esett, és azóta stabil tagja a kezdő tizenegynek.
2010 nyarán visszatért SC Braga-ba.

## Válogatottság
Quim 1999 augusztusában debütált a portugál labdarúgó-válogatottban Andorra ellen egy 4-0-s győzelemmel. Harmadik számú kapus volt a 2000-es európa-bajnokságon.
Második számú kapusként Ricardo Pereira mögött szerepelt a hazai rendezésű 2004-es európa-bajnokságon és a 2006-os világbajnokságon is.
Eddig összesen 32 mérkőzésen védett a válogatottban.

## Fordítás
- Ez a szócikk részben vagy egészben  a   Quim című angol Wikipédia-szócikk fordításán alapul.  Az eredeti cikk szerkesztőit annak laptörténete sorolja fel. Ez a jelzés csupán a megfogalmazás eredetét és a szerzői jogokat jelzi, nem szolgál a cikkben szereplő információk forrásmegjelöléseként.